# Vandaks
Vandaks (Potamogeton) er en planteslægt, der har mange arter. Den er udbredt i alle verdensdele. Her nævnes dog kun de arter, som er vildtvoksende eller dyrket i Danmark.
| Arter |

- Aflangbladet vandaks (Potamogeton polygonifolius)
- Brodbladet vandaks (Potamogeton friesii)
- Butbladet vandaks (Potamogeton obtusifolius)
- Bændelvandaks (Potamogeton compressus)
- Børstebladet vandaks (Potamogeton pectinatus)
- Glinsende vandaks (Potamogeton lucens)
- Græsbladet vandaks (Potamogeton gramineus)
- Hjertebladet vandaks (Potamogeton perfoliatus)
- Hårfin vandaks (Potamogeton trichoides)
- Kortstilket vandaks (Potamogeton nitens)
- Kruset vandaks (Potamogeton crispus)
- Langbladet vandaks (Potamogeton praelongus)
- Langstilket vandaks (Potamogeton zizii)
- Rustvandaks (Potamogeton alpinus)
- Rødlig vandaks (Potamogeton rutilus)
- Spidsbladet vandaks (Potamogeton acutifolius)
- Spinkel vandaks (Potamogeton panormitanus)
- Svømmende vandaks (Potamogeton natans)
- Trådvandaks (Potamogeton filiformis)
- Vejbredvandaks (Potamogeton coloratus)

| Hybrider |

- Potamogeton x salicifolius